# أنتوني أوبوداي
انتوني أوبوداي (بالإنجليزية: Anthony Obodai)‏ (6 أغسطس 1982 بأكرا في غانا - ) هو لاعب كرة قدم غاني في مركز الوسط. شارك مع منتخب غانا تحت 17 سنة لكرة القدم ومنتخب غانا تحت 20 سنة لكرة القدم ومنتخب غانا لكرة القدم. أما مع النوادي، فقد لعب مع آر كي سي فالفيك وأياكس أمستردام وبيرسخوت إيه سي وسبارتا روتردام وهيوستن دينامو وفينيكس راسينغ وPhoenix FC ‏ وMağusa Türk Gücü S.K. ‏ وبيتسبورغ ريفرهوندز وليبرتي بروفشنالز ‏ وÅnge IF ‏.

## وصلات خارجية
- انتوني أوبوداي على موقع الاتحاد الدولي (مؤرشف)  (الإنجليزية)
- انتوني أوبوداي على موقع قاعدة بيانات كرة القدم.إي يو (الإنجليزية)
- انتوني أوبوداي على موقع ناشيونال فوتبول تيمز (الإنجليزية)
- انتوني أوبوداي على موقع Soccerway.com (الإنجليزية)
- انتوني أوبوداي على موقع عالم كرة القدم.نت (الإنجليزية)